# Шабро
Шабро (фр. chabrot, по-окситански chabròl (шаброль) — древний окситанский обычай, характерный для юга Франции, согласно которому в остатки супа или бульона в конце трапезы в миску добавляют красное вино и выпивают его большими глотками .
Эта практика могла возникнуть в местах, где еды было мало, но вина было много (и, возможно, низкого качества), поскольку она гарантирует, что практически весь суп будет съеден, при использовании небольшого количества вина.
Шабро считался старомодным сельским обычаем, но он стал возрождаться, его выполняют в дружеских компаниях для веселья.

## История
Шабро обычно готовили с такими супами, как брежод, турен, гарбюр или луковый суп. Для этого действия требовалась традиционная посуда, используемая для подачи супов, например, глубокая сферическая миска или блюдо. Такая глиняная посуда обычно не имела ручек, и была куполообразной формы.
У жителей Перигора этот обычай называется fà chabroù, в Лимузене — chabrot, а в Провансе cabroù происходит от латинского capreolus. Таким образом, faire chabrot означает «пить, как козел». В Пуату и Сентонже также используется слово «godaille». В Гаскони используют термин godala (вероятно, от goulade, «глоток»).